# Ettore Fioravanti
Ettore Fioravanti (Roma, 18 maggio 1958) è un batterista italiano.

## Biografia
Le sue prime influenze musicali sono state le canzoni di Lucio Battisti, seguite da una full immersion nel progressive rock. Scopre in Sonny Rollins e Ornette Coleman il punto di connessione fra il grande jazz e la melodia, e in Max Roach il referente ideale di quella concezione. Parallelamente studia batteria con Fabio Marconcini (percussionista dell'Orchestra di Santa Cecilia), Gegè Munari (storico batterista jazz) e Bruno Biriaco (della band jazz/rock Perigeo).
È uno dei primi iscritti alla Scuola di Musica di Testaccio (1975). Nel 1978 si iscrive al corso di Percussioni tenuto dal M° Antonio Striano (timpanista dell'Orchestra Sinfonica Rai) al Conservatorio dell'Aquila, dove consegue il diploma nel 1984. Durante una breve permanenza negli Stati Uniti nel 1990 prende lezioni da Alan Dawson e da Bob Moses, leggende del drumming contemporaneo.
Dal 1975 collabora con numerosi nomi del jazz romano come Massimo Urbani, Marcello Rosa, Eddy Palermo, Paolo Damiani, Riccardo Fassi, Antonello Salis. Nel 1983 inizia la sua esperienza con il trio di Gianluigi Trovesi, col quale incide l'album “Dances” (1985) votato miglior album dalla rivista “Musica Jazz” e suona per tre anni in Italia, Francia e Germania.
Il 1984 è l'anno di nascita del “Paolo Fresu Quintet”, formazione ancora oggi attiva che ha inciso più di trenta CD e ha vinto nel 1990 il referendum di “Musica Jazz” come miglior gruppo e migliore disco (“Live in Montpellier”): nel 2006 esce il disco “Thinking” con musiche di Fioravanti scritte appositamente per il PFQ.
Il gruppo ha avuto collaborazioni prestigiose (Dave Liebman, Gianluigi Trovesi, Enrico Rava, Dave Douglas) e ha tenuto innumerevoli concerti in tutti e cinque i continenti.  Nel quintetto Ettore trova il suo lato più legato alla tradizione e insieme integrato nell'interplay oliato dagli anni e dalla qualità dei componenti del gruppo, sempre gli stessi dalla fondazione ad oggi.
Dal 1990 al 1998 Fioravanti fa parte del gruppo “Fortuna” con Eugenio Colombo, Bruno Tommaso e Massimo Nardi, che suona una musica profondamente ispirata alla tradizione sarda delle launeddas, ammantandola di colori jazzistici: altrettanto legato al filone dell'etno-jazz è il gruppo “Terre di mezzo” (con Emiliano Rodriguez, Roberto Bartoli e Luciano Biondini) col quale suona regolarmente dal 2000 a tutt'oggi.
È del 1989 il primo disco a suo nome (“Settecanzoni”, Phrases, con la partecipazione del grande bassista Steve Swallow) a cui seguiranno altri 9 titoli, tra i quali “Traditori” (con la partecipazione di Enrico Zanisi al pianoforte e organo Hammond) che è stato inserito dalla rivista “Jazzit” fra i migliori dischi dell'anno 2014. Ha diretto stabilmente tre importanti formazioni: il quartetto con Fabio Zeppetella, Dario Deidda e Stefano De Bonis (1991/1996), “Belcanto” con Tino Tracanna, Beppe Caruso, Achille Succi, Stefano De Bonis e Giovanni Maier (2000/2008), e il quartetto “Traditori” con Marcello Allulli, Francesco Poeti e Francesco Ponticelli (2009/2014). Dal 2018 dirige il gruppo "Opus Magnum" con Marco Colonna, Igor Legari e Andrea Biondi: con la partecipazione di Francesco Fratini e Filippo Vignato incide nel 2022 il CD “Attraverso ogni confine” per Parco della musica Records. In tutte queste band è ricorrente la ricerca legata ad elementi compositivi di grande forza e la scelta di brani (originali o legati al mondo della canzone) che posseggono i germi necessari a guidare l'improvvisazione facendole da bussola.
Nel corso della sua carriera suona, oltre che con quelli sopra citati, con grandi musicisti italiani (Enrico Rava, Mario Schiano, Roberto Ottaviano, Pino Minafra, Giancarlo Schiaffini, Antonello Salis, Franco D'Andrea, Maurizio Giammarco, Piero Bassini, Salvatore Bonafede, Maria Pia De Vito, Nico Gori, Francesco Di Giacomo), europei (Ernst Reijseger, Tony Oxley, Jean Jacques Avenel, Stan Stulzman) e americani (Kenny Wheeler, Joe Diorio, John Tchicai). Con Steve Lacy ha tenuto numerosi concerti nel trio del grande sassofonista e col trio di Riccardo Fassi, e ha inciso il CD “Dummy” nel 2003.
Da sempre svolge attività didattica, prima in scuole private (Scuola popolare di musica di Testaccio, Saint Louis Music School), poi con Siena jazz con cui ha collaborato per più di 30 anni, e nei Conservatori italiani (prima Frosinone, dove è stato coordinatore di Dipartimento jazz per 10 anni,  e attualmente Roma, Conservatorio “S.Cecilia”), come docente di Batteria e Percussioni Jazz.

## Discografia
- 1990 - Settecanzoni con Bruno Tommaso e Steve Swallow
- 1993 - Canzoni non cantate
- 1996 - Belcanto con Gianluigi Trovesi, Franco D’Andrea e Ernst Reijseger
- 1998 - Ricercar scintille
- 2001 - Florilegium
- 2004 - Più
- 2006 - Pierino, il lupo e altre cantastorie
- 2011 - Le vie del pane e del fuoco
- 2014 - Traditori
- 2018 - Opus Magnum

### Con Paolo Fresu Quintet
- 1986 - Inner voices con Dave Liebman
- 1990 - Live in Montpellier
- 1991 - Ossi di seppia con Gianluigi Trovesi
- 1991 - Ballads
- 1995 - Night on the city
- 1996 - 6 x 30 anche i numeri danno poesia con Gianluigi Trovesi + Orchestra Utopia
- 1997 - Wanderlust con Erwin Vann
- 2000 - Melos
- 2006 - Thinking
- 2007 - Rosso, Verde, Giallo e Blu
- 2013 - Trenta!
- 2014 - Jazzy Christmas

### Collaborazioni
- 1981 - The way I see - Eddie Palermo
- 1983 - Roccellanea Paolo Damiani - Gianluigi Trovesi
- 1985 - Dances - Gianluigi Trovesi
- 1985 - Celebration Orchestra live from Berlin Fest - Tony Oxley
- 1986 - Curriculum vitae - Eugenio Colombo
- 1989 - Sotto il sole giaguaro - Roberto Ottaviano
- 1990 - Fortuna
- 1990 - All for Hall - Guido Di Leone
- 1992 - Nobody is perfect - Salvatore Bonafede
- 1996 - Tuba Trio - Enzo Rocco
- 2003 - Dummy - Riccardo Fassi e Steve Lacy
- 2010 - Quasi troppo serio - Enrico Zanisi Trio
- 2011 - Shadows - Nico Gori
- 2011 - Body and soul - Gianmarco Scaglia e Joe Diorio
- 2011 - Massimo Urbani Quartet Live 1988 - Massimo Urbani
- 2012 - Danza gialla - Terre di mezzo